# سائد الكوني
سائد راجي أحمد الكوني (وُلد في 14 مارس 1960 في نابلس) أستاذ في المحاسبة وإداري فلسطيني شغل منصب وزير وزارة الحكم المحلي الفلسطينية في حكومة رامي الحمد الله الأولى والثانية. كما عُين قائمًا بأعمال رئيس ديوان رئيس الوزراء في حكومة رامي الحمد الله الثالثة.

## حياته
في 3 فبراير 2018، شُكل مجلس إدارة المجلس الأعلى للإبداع والتميز للمرة الثانية، وعينه الرئيس محمود عباس عضوًا فيه حيث استمر حتى 1 أبريل 2024.